# هاتون پاتا
هاتون پاتا (به اسپانیایی: Hatun Pata) یک کوه در پرو است که در Peru, Huancavelica Region واقع شده‌است. هاتون پاتا ۵٬۱۸۲ متر بالاتر از سطح دریا واقع شده‌است.